# Nitrito redutase
Nitrito redutase refere-se a qualquer de várias classes de enzimas que catalisam a redução de nitrito. Existem duas classes destas enzimas. Uma enzima multi-hemo reduz o NO2 numa variedade de produtos. Enzimas que contêm cobre desencadeiam uma única transferência de electrões para produzir óxido nítrico.